# William Austin
William Crosby Piercy Austin, född 12 juni 1884 i Georgetown, Brittiska Guyana (nuvarande Guyana), död 15 juni 1975 i Orange County, Kalifornien, var en amerikansk skådespelare.

## Biografi
Austin började sin karriär på scenen. Han tränade till att bli skådespelare i London, men flyttade 1919 till Los Angeles där han kom att få stort genomslag.
Austin gjorde filmdebut 1920 i stumfilmen Common Sense. Därefter gjorde flera roller som skurkar i filmer som Laura skall skiljas 1927 och Kvinnorna kring kungen 1933. Han spelade även karaktären Alfred Pennyworth i den första filmatiseringen av superhjälten Batman 1943.
Austin är gravsatt i Pacific View Memorial Park.

## Filmografi (i urval)
- 1927 – Duck Soup
- 1932 – Vänligt bemötande
- 1933 – Kvinnorna kring kungen
- 1933 – Alice i Underlandet
- 1934 – Continental
- 1943 – Batman
- 1944 – Över alla hinder[6]